# Трясина (фильм, 2002)
«Трясина» (фр. Le Marais — «Болото») — дебютный фильм режиссёра Кима Нгуена. Премьера картины состоялась 9 сентября 2002 года на Международном кинофестивале в Торонто. Фильм также был представлен на Международном фестивале нового кино в Монреале.

## Сюжет
Действие происходит на рубеже XIX и XX века в глуши неназванной и фантасмагорической восточноевропейской страны, где отдельные герои говорят по-украински и пьют венгерское вино, другие носят западноевропейские имена, где встречаются и православные церкви, и католические монахини в характерных одеяниях. Двое людей с тёмным прошлым нашли в деревне убежище, и время от времени устраивают для детей спектакли. Местные им не доверяют и считают посланцами дьявола. Тем временем в деревне происходят несколько загадочных убийств, причём пропавших не особо усердно ищут, однако хотят свалить вину на их смерть на пришельцев.

## В ролях
- Григорий Гладий — Александр
- Поль Амарани — Улисс
- Габриэль Гаскон
- Дженнифер Морхауз
- Джеймс Хайндмен — Поль
- Карина Актуф — Вивиан

## Критика
В рецензии на сайте panorama-cinema.com фильм был оценён положительно: рецензент отметил «сильные сцены» фильма, последовательность которых в нём, однако, «никогда не выглядит тяжёлой или неуклюжей», его стилистическое единообразие и редкость данного жанра для квебекского кинематографа.

## Награды и номинации
| Награды и номинации | Награды и номинации                         | Награды и номинации                       | Награды и номинации               | Награды и номинации |
| Год                 | Награда                                     | Категория                                 | Номинант                          | Результат           |
| ------------------- | ------------------------------------------- | ----------------------------------------- | --------------------------------- | ------------------- |
| 2003                | Премия «Канадского общества кинооператоров» | Best Cinematography in Theatrical Feature | Даниэль Винселетте                | Номинация           |
| 2003                | Премия «Джини»                              | Лучшая мужская роль второго плана         | Габриэль Гаскон                   | Номинация           |
| 2003                | Jutra Award                                 | Лучший фильм                              | Ив Фортин                         | Номинация           |
| 2003                | Jutra Award                                 | Лучший актёр                              | Поль Амарани                      | Номинация           |
| 2003                | Jutra Award                                 | Лучший сценарий                           | Ким Нгуен                         | Номинация           |
| 2003                | Jutra Award                                 | Лучшая художественная постановка          | Моник Дион и Франческа Чемберленд | Номинация           |
| 2003                | Jutra Award                                 | Лучшая операторская работа                | Даниэль Винселетте                | Номинация           |
| 2003                | Jutra Award                                 | Лучшая режиссура                          | Ким Нгуен                         | Номинация           |